# 伯尼·哈里斯
C·伯纳德·哈里斯（英語：C. Bernard Harris，1950年11月26日—），美国NBA联盟前职业篮球运动员。他在1974年的NBA选秀中第4轮第63顺位被布法罗勇敢者选中。